# Дорожная снегоплавильная система

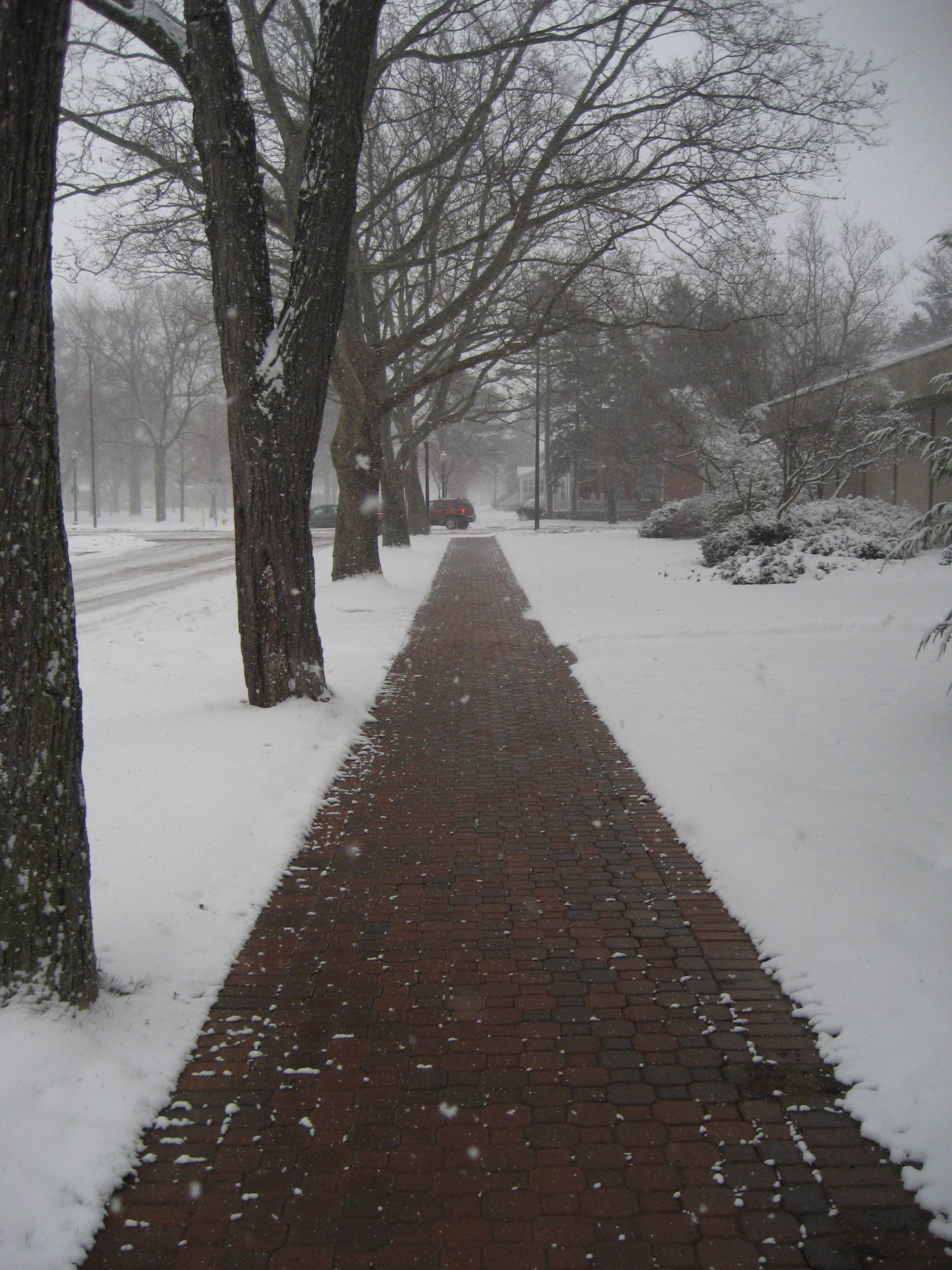
Пешеходная дорожка с подогревом в городе Холланд, штат Мичиган

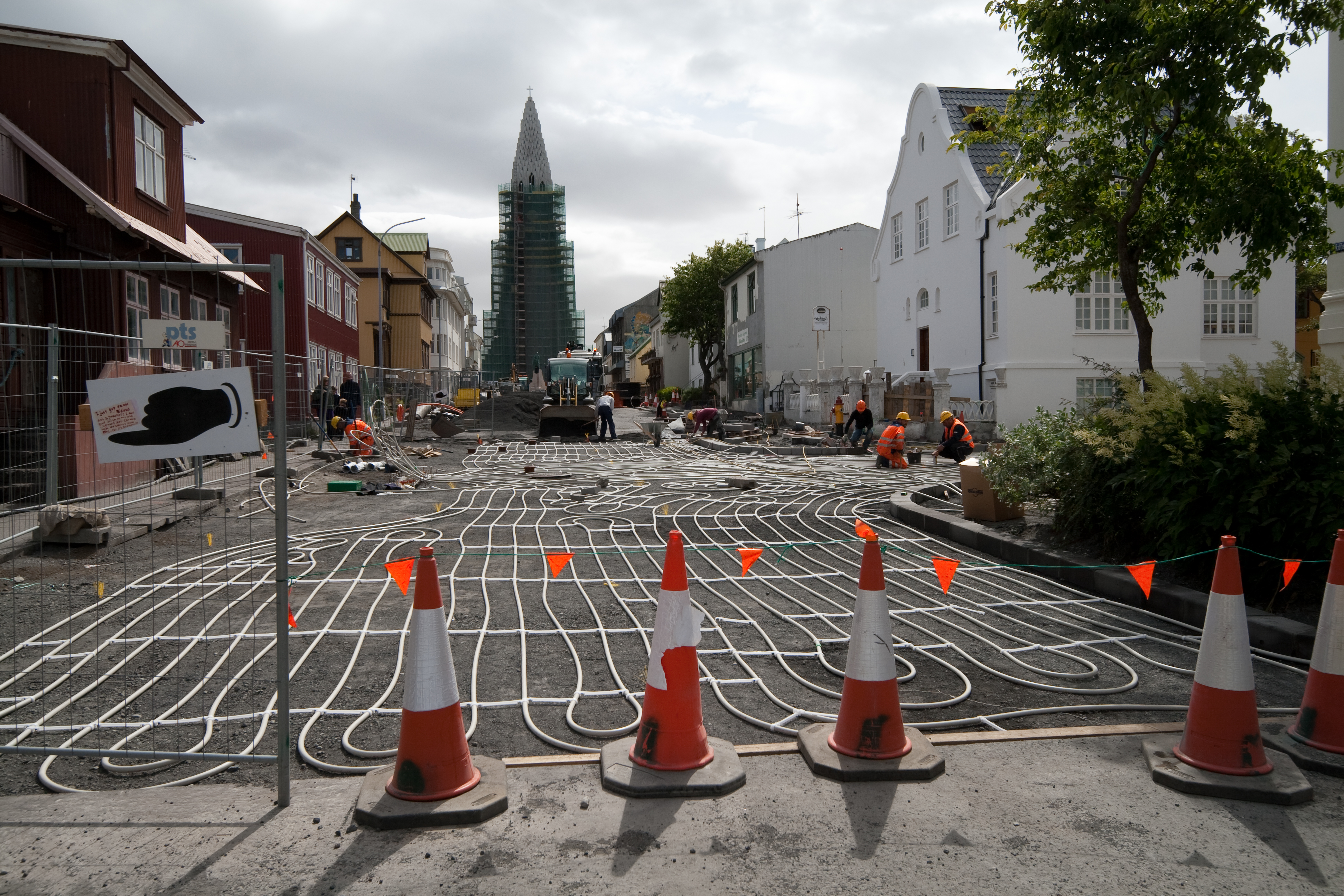
Установка стационарной тепловой снегоплавильной системы для проезжей части улицы в Рейкьявике, Исландия

Дорожные снегоплавильные системы предотвращают накопление снега и льда на проезжих частях автодорог, тротуарах (пешеходных дорожках), велосипедных дорожках, на территории двориков, подъездов и т. п. Современные стационарные снегоплавильные системы основываются на различных способах подогрева поверхности покрытия.

## Преимущества и недостатки
В отличие от традиционных способов снегоочистки, их функционирование не зависит от текущих погодных условий и от наличия подъездов к очищаемой территории. Снегоплавильные системы позволяют продлить срок службы бетона, асфальта или асфальтоукладчиков, исключив использование солей или других антиобледенительных химикатов, а также исключают физический ущерб от автомобилей зимнего обслуживания.
Недостатком является высокая стоимость установки и эксплуатации. По этой причине распространены в основном в экономически развитых странах.

### Способы снижения эксплуатационных расходов
Так как значительную часть стоимости эксплуатации составляют расходы на электричество или на разогрев теплоносителя, то к существенному снижению стоимости приводит использование в них тепла, получаемого из геотермальных источников, и утилизация в них энергетических излишков, получаемых в качестве побочного продукта той или иной промышленной деятельности. Также, для снижения расходов современные снегоплавильные системы снабжаются контроллерами−метеостанциями, которые автоматически управляют их работой в зависимости от текущих погодных условий.

## Электрические снегоплавильные системы
Электрические системы плавки снега базируются на выделении тепла сопротивлением нагревательного кабеля при прохождении через него тока и состоят из трех основных компонентов: кабеля, блока управления и устройства активации.
Нагревательный кабель должен быть пригодным для наружного использования и способным выдерживать суровые условия эксплуатации в течение длительного времени.

## Тепловые снегоплавильные системы
Тепловые снегоплавильные системы основываются на подогреве дорожного покрытия системой подповерхностных трубок, по которым циркулирует разогретый теплоноситель. Источниками разогрева теплоносителя может быть тепло, поступающее с ТЭЦ, геотермальное тепло, также теплоноситель может разогреваться с использованием электричества.